# Dragan Đilas

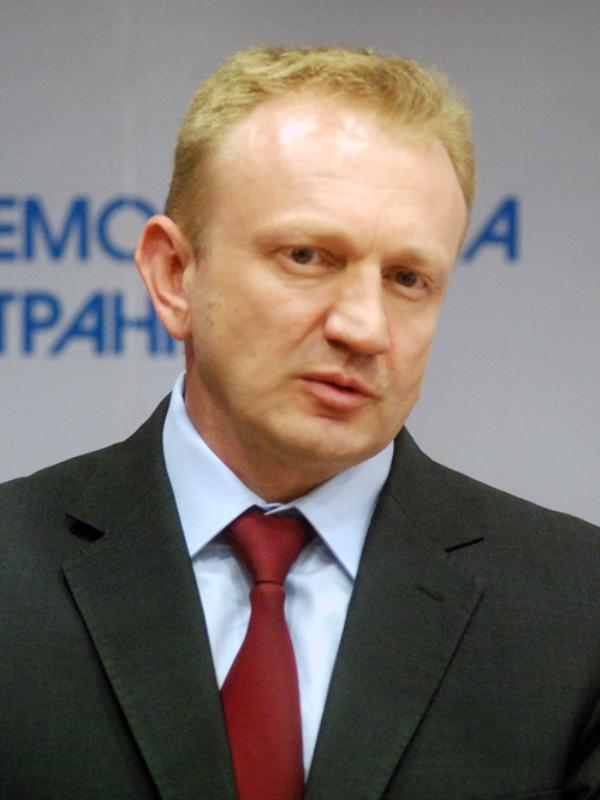
Dragan Đilas

Dragan Đilas (serbisch-kyrillisch Драган Ђилас, * 22. Februar 1967 in Belgrad) ist ein serbischer Politiker und Geschäftsmann. Er ist Mitglied der Demokratska Stranka (DS) und war Bürgermeister von Belgrad, bevor Siniša Mali das Amt übernahm.

## Leben
Seine Kindheit verbrachte er im jungen Stadtteil Novi Beograd, wo er auch die Grundschule und das Gymnasium besuchte. Damals strebte er noch eine Karriere als Fußballer an und spielte bei einem Belgrader Vorstadt-Verein. Anschließend studierte er Flugzeugbau an der Maschinenbau-Fakultät der Universität Belgrad. Das Studium absolvierte er mit Erfolg.
Seine Berufskarriere begann er 1988 zunächst als Journalist beim Belgrader Studentenradio Index. 1989 gehörte Đilas zu den Mitbegründern des Rundfunksenders B92 und arbeitete dort als Redakteur des aktuellen Dienstes. Wenig später stieg er selbst als Unternehmer in die Medienbranche ein und gründete in Tschechien die PR-Firma Multicom. Diese brachte es zu einem Marktführer in der PR-Branche. 1998 ging aus der Multicom die Firma Ovation hervor. Sie bringt Fernsehshows wie Big Brother auf den serbischen Markt. Im Jahr 2001 gründete Đilas das Unternehmen Direct Media, das zum Spitzenreiter im Bereich Medienwerbung in Südost-Europa geworden ist. Dazwischen war Dragan Đilas auch bei verschiedenen Werbeagenturen als Geschäftsführer tätig.
Die Öffentlichkeit wurde auf Dragan Đilas erstmals aufmerksam, als er als junger Studentenführer der 1990er Jahre Slobodan Milošević offen ins Gesicht sagte, er solle als Präsident zurücktreten und der Demokratie den Weg frei machen. Damals war er 24, Studenten-Vertreter und Anführer der Proteste gegen das Regime von Slobodan Milošević. Im Jahr 2000 spielte Đilas eine führende Rolle im Wahlkampf demokratischer Kräfte zum Sturz des alten Regimes.

### Politische Laufbahn
Seit 2004 gehört Dragan Đilas der Demokratischen Partei (DS) an. Von 2004 bis 2007 war er enger Mitarbeiter des serbischen Präsidenten Boris Tadić. Er leitete eine Art Ombudsmannbüro für Bürgerfragen des Staatspräsidenten. 2006 wurde Dragan Đilas zum Hauptstadt-Parteichef der DS gewählt. Im Mai 2007 wurde Đilas serbischer Investitions-Minister. Im Rennen um den neuen Bürgermeister von Belgrad konnte er sich innerhalb der Partei gegen den amtierenden Baudirektor, Boris Ranković, durchsetzen und wurde schließlich als Spitzenkandidat der Sozialdemokraten zum neuen Rathauschef der serbischen Hauptstadt gewählt.

### Öffentliche Ämter
Seit 2011 ist Dragan Đilas Präsident des Serbischen Basketballverbandes.

### Privatleben
Đilas ist seit 2008 geschieden. Seine Frau war Milica Delević, die auch politisch aktiv war. Von Herbst 2003 bis Mitte August 2004 leitete sie das Büro für die Zusammenarbeit mit der Europäischen Union von Serbien und Montenegro. Dann war sie von 2007 bis 2008 stellvertretende serbische Außenministerin. Ab November 2008 führt sie das Büro für die europäische Integration innerhalb der serbischen Regierung.
Sie haben zusammen zwei Töchter, Sofija und Jovana.